# Bang Rajan
Pour plus de détails, voir Fiche technique et Distribution.
Bang Rajan (บางระจัน, Bangrajan) est un film thaïlandais réalisé par Tanit Jitnukul, sorti en 2000,.

## Synopsis
Birmanie, 1763 : le roi Mangra (Hsinbyushin) veut s'emparer d'Ayutthaya, capitale du Royaume d'Ayutthaya (Thaïlande de 1350 à 1767), et envoie ses troupes vers celle-ci. Les soldats birmans avancent vers la capitale dans une folie meurtrière, semant terreur et carnages sur leur passage. Mais dans le village de Bang Rajan la révolte gronde et une poignée d'hommes du village va se lever contre les soldats birmans. La rébellion commence…

## Fiche technique
- Titre : Bang Rajan
- Titre original : บางระจัน (Bangrajan)
- Réalisation : Tanit Jitnukul
- Scénario : Tanit Jitnukul, Kongkiat Khomsiri, Patikarn Phejmunee et Buinthin Thuaykaew
- Production : Nonzee Nimibutr et Adirek Wattaleela
- Musique : Chartchai Phongpraphaphan
- Photographie : Wichian Ruangwijchayakul
- Montage : Sunit Atsawinikul et Thanin Thiankaew
- Décors : Buinthin Thuaykaew
- Costumes : Chajchadawan Chumkham, Sarawut In-phrom, Theeraphan Janjaroen, Juthamaj Kaewchart et Kijja Lapho
- Pays d'origine : Thaïlande
- Format : Couleurs - 1,85:1 - Dolby EX 6.1 - 35 mm
- Genre : Action, drame, historique et guerre
- Durée : 113 minutes
- Date de sortie : 29 décembre 2000 (Thaïlande)

## Distribution
- Jaran Ngamdee : Monsieur Nai Jan[3]
- Winai Kraibutr : Monsieur Nai In

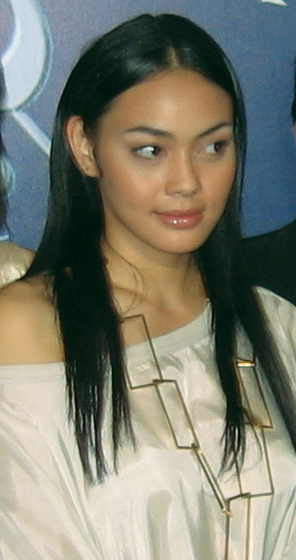
Bongkoj Khongmalai

- Theerayut Pratyabamrung : Le bonze, Luang Phor Thammachote
- Bin Bunluerit : Monsieur Nai Thongmen
- Bongkoj Khongmalai : E Sa
- Chumphorn Thepphithak : Monsieur Nai Than
- Suntharee Maila-or : Taeng-Onn
- Phisate Sangsuwan : Nemeao Seehabodee
- Theeranit Damrongwinijchai : Mangcha-ngai
- Duangjai Hiransri : Mali

## Postérité
Bang Rajan devient, en 2001, le plus gros succès du cinéma en salle de Thaïlande, à égalité avec Nang Nak de  Nonzee Nimibutr  ; actuellement, les champions du box office, ce sont les films historiques La légende de Suriyothai et Naresuan de Chatrichalerm Yukol, le film d'action l'Honneur du dragon de Prachya Pinkaew et le film Pee Mak de Banjong Pisanthanakun.

## Récompenses
- Prix de la meilleure direction artistique lors du Festival du film Asie-Pacifique 2001.
- Prix du meilleur réalisateur lors du Festival du film asiatique de Deauville 2001.
- Nomination au prix du meilleur film asiatique lors du FanTasia Film Festival 2003.